# Kazimierz Ferdynand Pułaski
Kazimierz Ferdynand Pułaski herbu Ślepowron (ur. 19 stycznia 1846, zm. 5 stycznia 1926 w Poznaniu), historyk polski. 
Prawnuk Antoniego, konfederata barskiego i targowiczanina, ojciec Franciszka Jana.

## Dzieła
- „Szkice i poszukiwania historyczne” (wyd. 1909, 4 t.),
- „Kronika polskich rodów szlacheckich Podola, Wołynia i Ukrainy” (1911).
- życiorysy Pułaskich w „Złotej Księdze Szlachty Polskiej” Żychlińskiego
- "Wojna Zygmunta I z Bohdanem wojewoda moldawskim, w 1509 r."

i in.